# Callum Jones
Callum Rebecchi (previamente: Jones), es un personaje ficticio de la serie de televisión australiana Neighbours, interpretado por el actor australiano Morgan Baker del 9 de junio del 2008 hasta el 12 de junio del 2014. El 17 de septiembre del 2015 Morgan regresó brevemente a la serie.

## Antecedentes
Callum llegó de una complicada vida familiar, su madre era una drogadicta que lo dejó cuando apenas tenía 6 años y nunca conoció a su padre, por lo que quedó bajo el cuidado de su anciana abuela, sin embargo a Hilda se le hizo difícil controlarlo debido a su hiperactividad y cuando se enfermó Callum se fue a vivir con Toadie, quien poco después lo adoptó como su hijo.
Callum es fanático de la luchas y de la comedia y es muy buen amigo de Ben Ftizgerald y Sophie Ramsay.

## Biografía
Callum llegó por primera vez a Erinsborough en el 2008, inmediatamente después de haber llegado Toadfish Rebecchi se ofreció a cuidarlo después de haber perdido la adopción de un niño.
Al inicio Callum era un poco travieso y desobediente, incluso le robó el teléfono a Susan Kennedy y se hizo al enfermo para no asistir a clase. Sin embargo cuando se dio cuenta de que ya no era necesario ciudarse solo y que ahora contaba con Toadie, su conducta cambió.
Cuando descubre que el bebé que está esperando Steph no es de Toadie y que en realidad es de Dan el que era esposo de Libby Kennedy y que el matrimonio de Steph y Toadie fue una farsa para mantener a todos engañados, decide huir de su casa, para no enfrentar más las burlas de sus compañeros de clases.
En el 2011, Jade Mitchell la hermana menor de Sonya descubre que Callum es el hijo biológico de su hermana. Más tarde cuando Callum tiene un accidente Sonya se ve obligada a revelar la verdad acerca de su relación con Callum. El 7 de diciembre del 2012 Callum le da la bienvenida a su media hermana Nell Rebecchi.
En junio del 2014 Callum se va de Erinsboroug luego de ganar una beca en un concurso en Silicon Valley, San Francisco.
En septiembre del 2015 cuando Callum se entera de que su padre Toadie ha sufrido un accidente, se ofrece a regresar a casa para apoyarlos con su cuidado, sin embargo Toadie le dice que no lo haga.